# Renault–Nissan Common Module Family

Het logo van de Renault-Nissan-Mitsubishi Alliance.

De Common Module Family (CMF) is een modulair architectuurconcept dat gezamenlijk is ontwikkeld door autofabrikanten Nissan en Renault via de Renault-Nissan-Mitsubishi Alliance. Het concept omvat een breed scala aan voertuigplatformen.
CMF is erop gericht de productiekosten te verlagen en te concurreren met soortgelijke concepten als de MQB en de MEB van de Volkswagen Group. Het bestaat uit vijf groepen onderling verwisselbare, compatibele modules: de motorruimte, de cockpit, de onderkant van het voorste deel van de bodemplaat, de onderkant van het achterste deel van de bodemplaat en de elektronica. Volgens de bedrijven die bij de ontwikkeling betrokken zijn, is CMF geen conventioneel platform, maar eerder een productiesysteem dat op verschillende voertuigen kan worden toegepast. De eigenlijke platforms worden gebouwd met een combinatie van een beperkt aantal gemeenschappelijke modules: een enkele module kan worden gebruikt voor verschillende platforms, voor verschillende voertuigklassen, en maakt zo een grotere standaardisatie en lagere ontwikkelkosten van componenten tussen Nissan, Renault en Mitsubishi mogelijk.

## Platformen

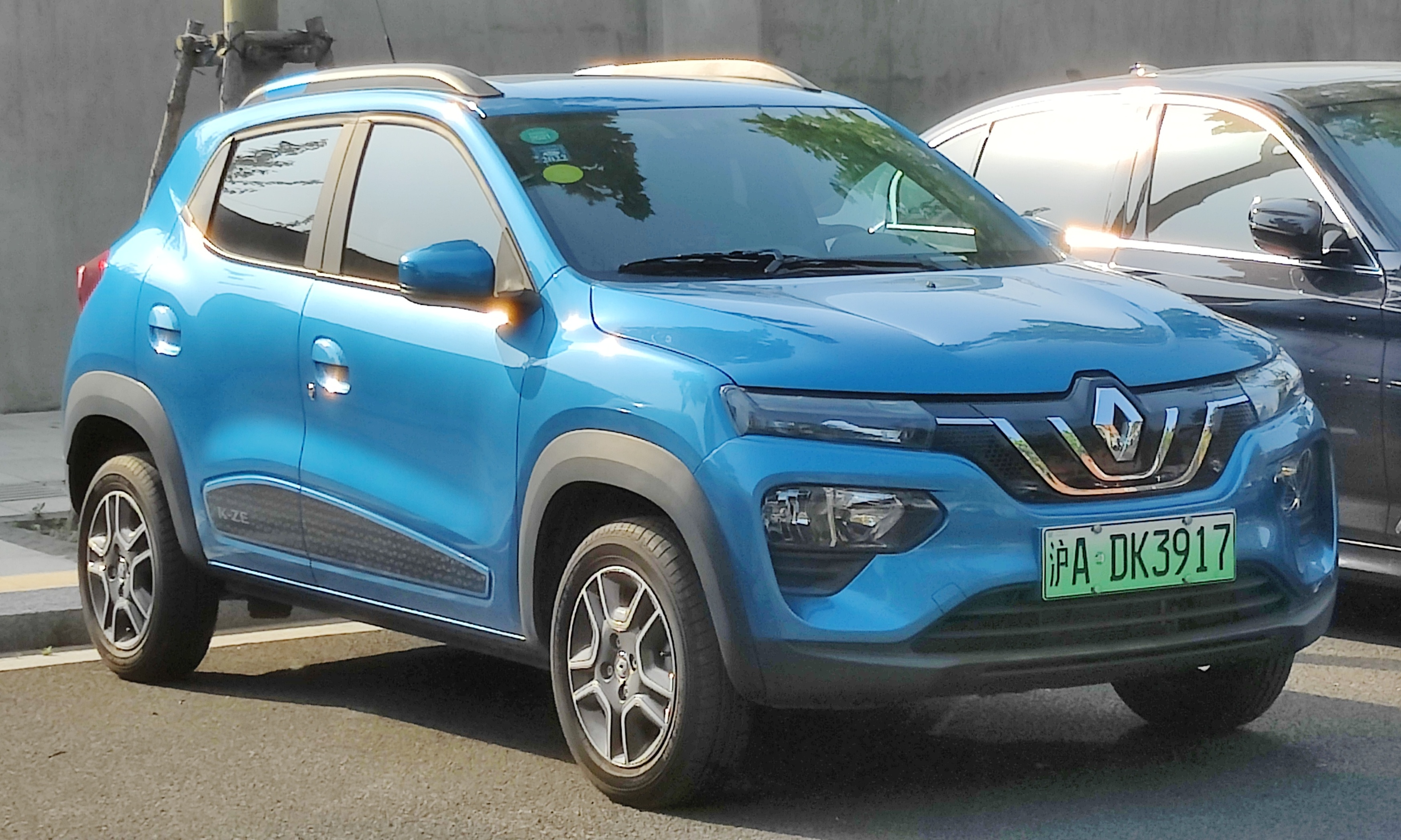
Een Renault City K-ZE, gemaakt op het CMF-A EV platform.

Er bestaan diverse varianten van het CMF-platform, en deze zijn voornamelijk ingedeeld in segment- en formaatklassen:
- CMF-A - Voertuigen in het A-segment met verbrandingsmotor, zoals de Renault Kwid en de Datsun redi-Go.
- CMF-A EV - Voertuigen in het A-segment zoals CMF-A, maar dan met elektrische motoren. Auto's op dit platform zijn onder andere de Dacia Spring, de Renault City K-ZE, de Venucia E30 en de Dongfeng Aeolus EX1.
- CMF-A+ - Een grotere variant van CMF-A, voor onder andere de Renault Triber, Renault Kiger en de Nissan Magnite.
- CMF-B - Voertuigen in het B-segment zoals de Renault Clio, de Renault Captur, de Renault Symbioz, de Mitsubishi ASX, de Nissan Juke, de Dacia Logan, de Dacia Sandero en de Dacia Jogger.
- CMF-C/D - Voertuigen in het C en D segment zoals de Renault Espace, de Renault Mégane, de Nissan X-Trail en de Mitsubishi Outlander.
- CMF-EV - Grotere en zwaardere elektrische voertuigen zoals de Nissan Ariya en de Renault Mégane E-Tech.